# Cassine eucleiformis
Cassine eucleiformis là một loài thực vật có hoa trong họ Dây gối. Loài này được (Eckl. & Zeyh.) Kuntze mô tả khoa học đầu tiên năm 1891.